# Municipio de Joubert
El municipio de Joubert (en inglés: Joubert Township) es un municipio ubicado en el condado de Douglas en el estado estadounidense de Dakota del Sur. En el año 2010 tenía una población de 127 habitantes y una densidad poblacional de 1,68 personas por km².

## Geografía
El municipio de Joubert se encuentra ubicado en las coordenadas 43°27′53″N 98°38′40″O / 43.46472, -98.64444. Según la Oficina del Censo de los Estados Unidos, el municipio tiene una superficie total de 75.63 km², de la cual 74,74 km² corresponden a tierra firme y (1,18 %) 0,9 km² es agua.

## Demografía
Según el censo de 2010, había 127 personas residiendo en el municipio de Joubert. La densidad de población era de 1,68 hab./km². De los 127 habitantes, el municipio de Joubert estaba compuesto por el 98,43 % blancos, el 1,57 % eran amerindios. Del total de la población el 0 % eran hispanos o latinos de cualquier raza.